# Hard Rock Stadium
Hard Rock Stadium är en multiarena som ligger i Miami Gardens i Florida i USA, precis norr om Miami. Den är hemmaarena för Miami Dolphins som spelar amerikansk fotboll i National Football League (NFL), och University of Miamis collegelag i amerikansk fotboll Miami Hurricanes.
Dessutom är anläggningen värd för den årliga Orange Bowl, en prestigefull match i amerikansk fotboll mellan olika college-lag, och för tennisturneringen Miami Open, som spelas på tennisbanor som ligger i anslutning till arenan. 
Med start 2022 kommer Hard Rock Stadium att vara värd för ett årligt formel 1-lopp, Miami Grand Prix. Det ska köras i en bana, kallad Miami International Autodrome, som är speciellt framtagen för formel 1, och som går runt arenan. Miami Grand Prix har ett tioårigt kontrakt med formel 1.
Mellan åren 1993 till 2011 spelade basebollklubben Florida Marlins sina hemmamatcher i Major League Baseball (MLB) på arenan.
Stadion har bland annat varit värd för sex Super Bowls, nummer XXIII, XXIX, XXXIII, XLI, XLIV och LIV samt 2010 års Pro Bowl. Här har också spelats två finaler i MLB, World Series, 1997 och 2003.

## Historia
Miami Dolphins grundades 1966 och spelade sina första 21 säsonger på arenan Orange Bowl, som var universitetslaget Hurricanes hemmaarena. År 1976 höjde staden Miami hyrorna för arenan och grundaren Joe Robbie beslöt att bygga en ny arena. Han anade att basebollklubben skulle ha samma behov och planerade layouten så att den skulle kunna fungera som basebollarena också, vilket ledde till att det blev den första multi-arenan i USA och var helt privatfinansierad.

## Namn
Anläggningen öppnade 1987 som Joe Robbie Stadium, namngiven efter fotbollslaget Miami Dolphins grundare och har haft flera andra namn efter det: Pro Player Park, Pro Player Stadium, Dolphins Stadium, Dolphin Stadium, Land Shark Stadium och Sun Life Stadium. 2016 såldes namnrättigheterna till Hard Rock Cafe Inc. för 250 miljoner dollar under 18 år.